# 神三ダム
神三ダム（じんさんダム、別称：神通川第三ダム）は、富山県富山市、一級河川・神通川水系神通川に建設されたダム。高さ15.5メートルの重力式コンクリートダムで、北陸電力の発電用ダムである。同社の水力発電所・神通川第三発電所および神通川第三左岸発電所に送水し、合計最大1万6,500キロワットの電力を発生する。

## 歴史
1954年（昭和29年）、北陸電力は神通峡において、神通川第一発電所の運転を開始した。かつて日本発送電が寺津発電所として着工し、中断されていたものを継承し、完成させたものである。神通川第一発電所は神一ダムより取水し、電気が多く消費される時間帯に集中して発電するピーク運用がなされるため、出力変動に伴い使用水量が増減することから、発電所の下流では河川水位の変動を催す。これは利水やレジャーなど、人々の河川利用に悪影響を及ぼしかねないことから、流量を平均化するための逆調整池として神二ダムの建設が計画された。神通川第一発電所からの放水を神二ダムで一時的に貯留し、ダム直下の神通川第二発電所を通じて常時一定量の水を下流に放流するのである。
神通川第一・第二発電所の建設が進む中、新たに神三ダムの建設が計画された。神二ダムからさらに4キロメートル下流に建設するものであり、神二ダムに代わって逆調整の目的を担う。これにより、神通川第二発電所は神通川第一発電所と連携したピーク運用が可能になった。神三ダムは両岸に発電所を設け、右岸側を神通川第三発電所（以下、右岸発電所）、左岸側を神通川第三左岸発電所という。右岸発電所はダム直下に位置し、ダム右岸側より最大110立方メートル毎秒の水を取り入れ、最大9,400キロワットの電力を発生するもので、1954年2月に着工し、1955年（昭和30年）1月25日に完成した。一方、左岸発電所はダムから1.8キロメートル下流に位置し、ダム左岸側より最大52.3立方メートル毎秒の水を取り入れ、最大7,100キロワットの電力を発生するもので、1955年4月に着工し、1956年（昭和31年）1月26日に完成した。当初は両発電所ともダム直下に建設する予定であったが、左岸発電所についてはダムから距離を置くことで落差を稼ぎ、使用水量が右岸発電所の半分という弱点を補っている。

## 周辺
北陸自動車道・富山インターチェンジから国道41号を南下、神通川に架かる新笹津橋を右折し、富山県道25号砺波細入線を進むと神三ダムの左岸側に出る。また、新笹津橋の手前で右折し、JR高山本線・笹津駅西側へと抜けると、神三ダムの右岸側に出る。
付近には春日温泉があり、ゆーとりあ越中、リバーリトリート雅樂倶（ガラク）といった保養施設がある。温泉が発見されたのは大正時代のことで、夢に現れた仏のお告げが温泉の発見につながったといわれている。

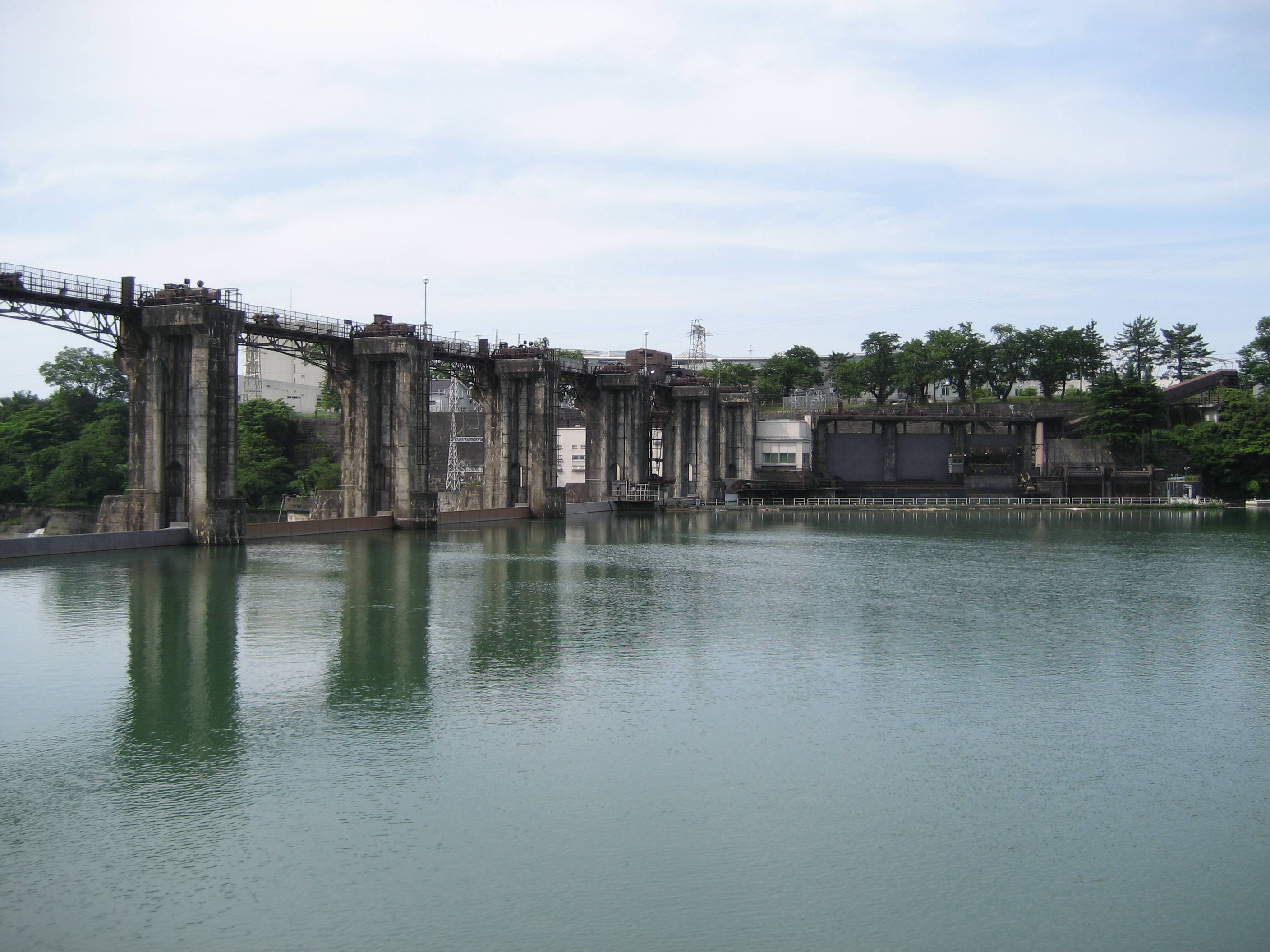
神三ダム湖
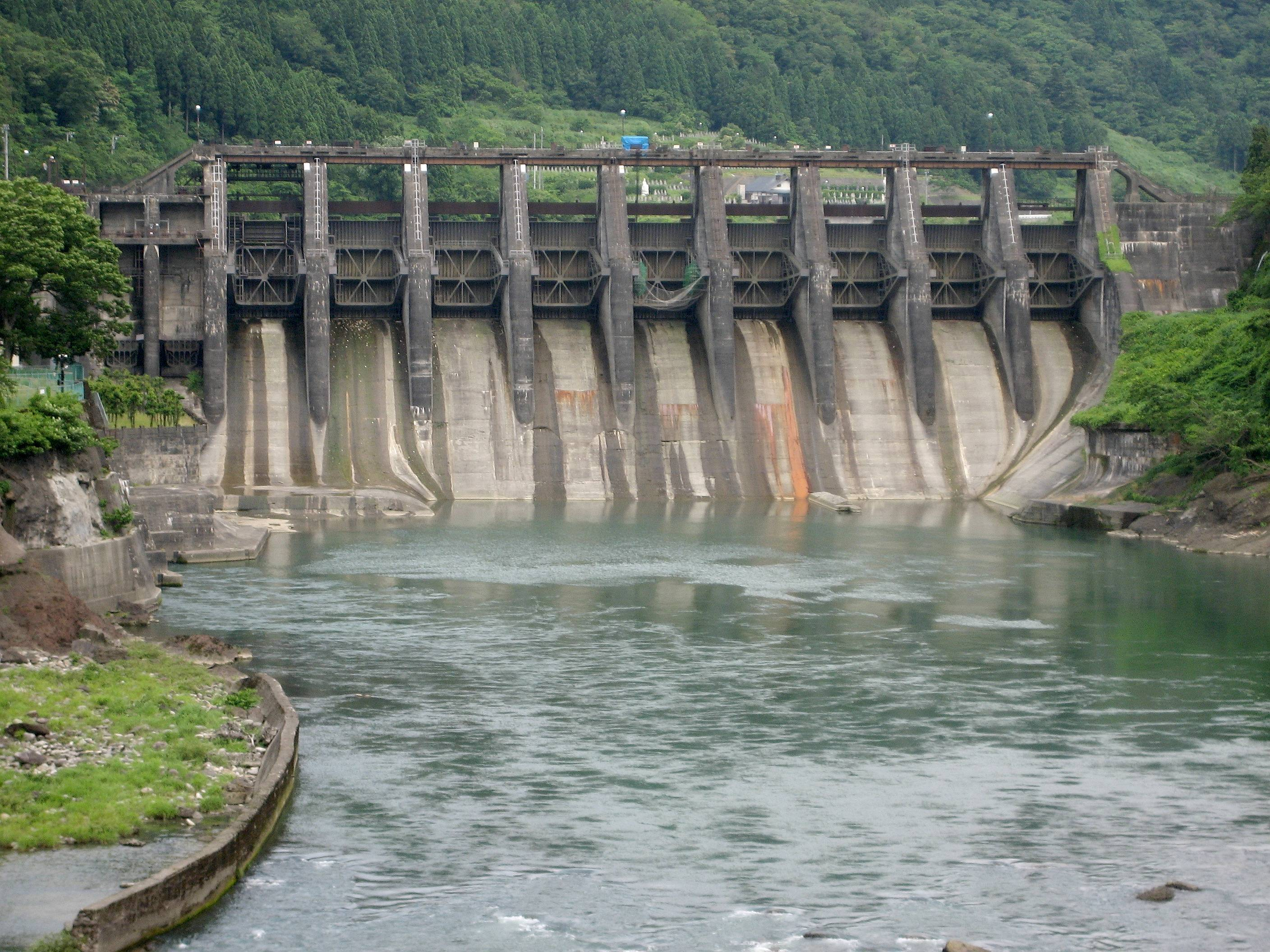
神二ダム
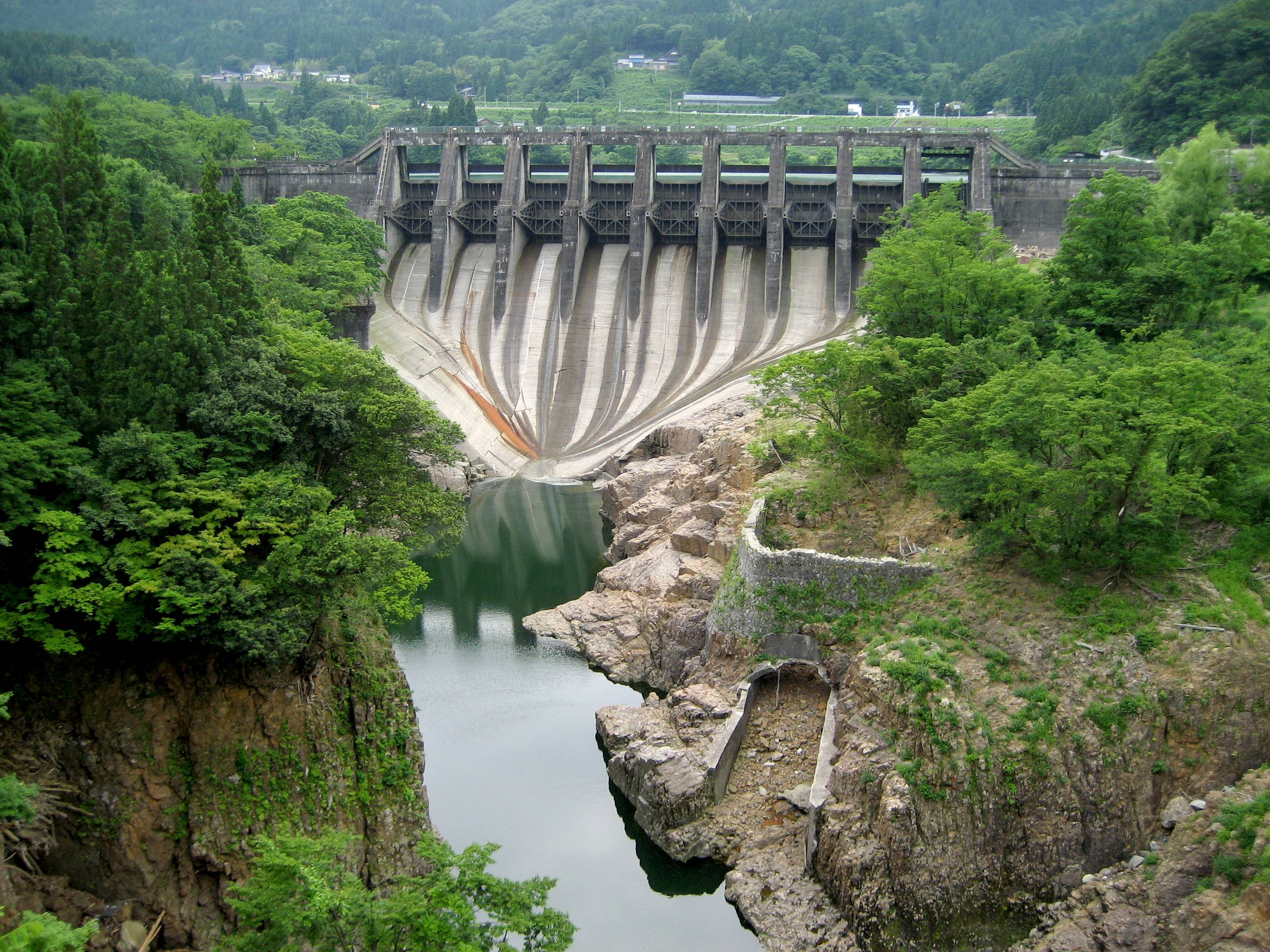
神一ダム